# Aigle géant de Haast
Hieraaetus moorei
Pour les articles homonymes, voir Haast.
Statut de conservation UICN

 EX  : Éteint
Espèce
L'Aigle de Haast (Hieraaetus moorei,,,, Harpagornis moorei,,, Aquila moorei,) est une espèce éteinte d'oiseaux de la famille des Accipitridae. Son nom est fortement discuté et ne fait pas consensus (voir plus loin).
Cet aigle de Nouvelle-Zélande est le plus grand rapace connu à avoir existé, avec une masse estimée entre 9 et 15 kg. Sa taille était proportionnelle à celle de sa proie, le moa, dont la plus grosse espèce pouvait peser 230 kg. L'espèce a disparu au XVe siècle, en même temps que le moa.

## Prédateurs et proies en Nouvelle-Zélande
La Nouvelle-Zélande est un archipel qui n'a jamais compté, parmi sa faune, de mammifères prédateurs — exceptions faites de ceux introduits récemment par l'homme, et de l'homme lui-même. Elle n'a même, jusqu'à l'arrivée récente de l'homme, compté que deux espèces de mammifères, des chauves-souris (compte non tenu des mammifères marins).
Les prédateurs dominants étaient donc des oiseaux, parmi lesquels l'Aigle de Haast, qui était en haut du réseau trophique. Du fait de l'absence quasi-totale de mammifères, leurs proies étaient également des oiseaux : l'Aigle de Haast chassait des proies pouvant peser de 60  à   100 kg, parfois même jusqu'à 200 kg, comme le moa.

## Systématique

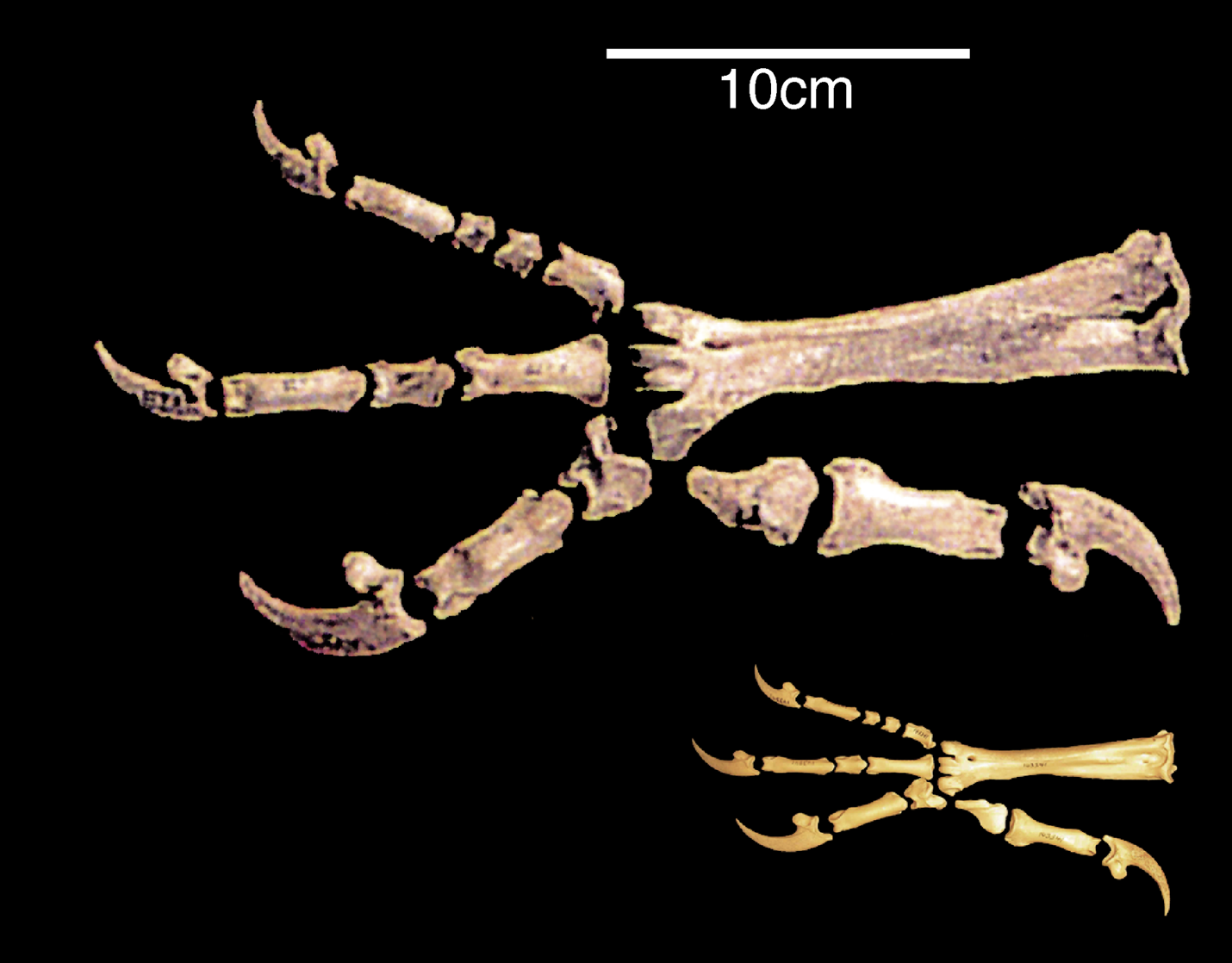
Comparaison des serres de l'aigle nain (en bas de l'image) avec celles de Harpagornis moorei.

Les travaux phylogéniques de Bunce et al. (2005) démontrent que cette espèce est étroitement apparentée à l'aigle nain (Hieraaetus morphnoides), qui fait un dixième de son poids, et à l'aigle botté (Hieraaetus pennatus), espèces avec lesquelles il forme un clade. L'étude montre aussi une distance génétique entre l'aigle de Haast et l'ancêtre commun le plus récent qu'il partage avec un autre membre du genre Hieraaetus de 1,25 %, ce qui est relativement faible.
Il semble donc que l'arrivée de cet aigle en Nouvelle-Zélande soit récente[évasif]. D'autre part, il est issu d'une petite espèce du genre Hieraaetus qui a connu un accroissement rapide de sa taille et de son poids.
Bunce et al. (2005) déplace donc cette espèce dans le genre Hieraaetus.

## Extinction
Les légendes maories évoquent des oiseaux géants appelés Pouākai, capables de capturer un homme adulte. Il est possible que Pouākai soit le nom māori de l'aigle géant de Haast. Les Maoris ont d'une part exterminé les moas, proies habituelles de l'aigle de Haast, par la chasse, et d'autre part amoindri son habitat par l'emploi de la technique d'agriculture sur brûlis,. Quoi qu'il en soit, l'espèce s'est éteinte aux alentours de l'an 1400, soit quatre siècles après l'arrivée des Maoris en Nouvelle-Zélande (aux alentours du XIe siècle) et plus de deux siècles avant l'arrivée des Européens (XVIIe siècle).